# Emeck
Emeck (in russo Емецк? anche traslitterato come Yemetsk) è una città situata nell'Oblast' di Arcangelo, nella Russia nordoccidentale. La città è il centro amministrativo dell'insediamento rurale Municipal'noe obrazovanie Emeckoe, che si trova nel distretto Cholmogorskij rajon.

## Storia
Il villaggio di Emeck è noto dal 1137. Nel XVIII secolo era un centro del distretto di Dvinsky, della regione di Arcangelo. 
Nel 1894 a Emeck, nel distretto di "Cholmogorsk" nella provincia di Arcangelo, si trovavano 2 146 abitanti. 
Dal 1922 al 1925 la cittadina è stata capoluogo dell'omonima contea, mentre tra il 1925 al 1929 Emeck è entrata a far parte del distretto di Arcangelo. 
Dal 1929 al 1959 fu poi il centro amministrativo del distretto di omonimo e dal 1937 lo diventò per la regione di Arcangelo.

## Società
Nel 2009 a Emeck si contavano 1 441 abitanti, 548 dei quali erano pensionati.